# Aresti-Symbol

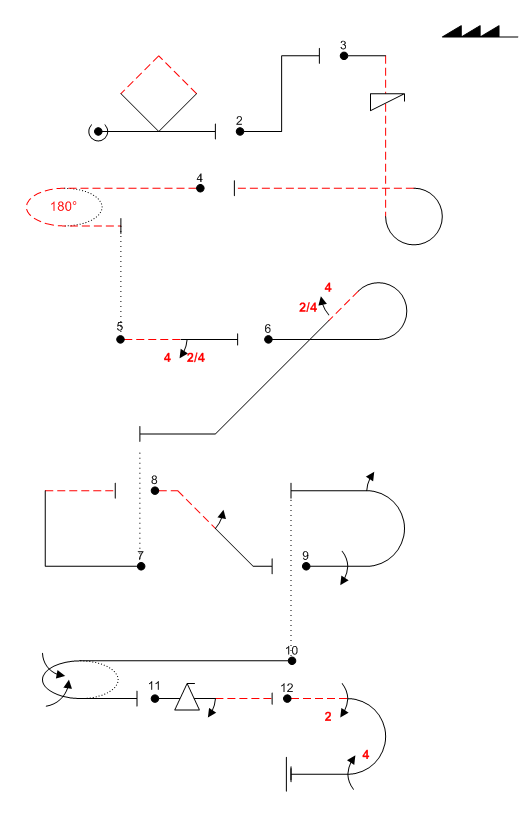
Komplexe Kunstflugsequenz mit Aresti-Symbolen.

Ein Aresti-Symbol ist eine standardisierte, schematische Zeichnung einer einzelnen Flugfigur im Wettbewerbskunstflug wie z. B. ein Looping oder ein Turn, die vereinfacht die Bewegungen des Flugzeugs darstellt.
- Volle Linien zeigen aufrecht geflogene Manöver oder positive g-Kräfte an.
- Gestrichelte Linien zeigen auf dem Rücken geflogene Manöver oder negative g-Kräfte an.
- Dreiecke zeigen Manöver mit Strömungsabriss (wie Trudeln, gerissene und gestoßene Rollen etc.) an.
- Pfeile zeigen Rollmanöver an (evtl. mit Zahlen, welche für die Ausdehnung/Segmente einer Rolle stehen)

## Verwendung
Aresti-Symbole werden sowohl in der Fachliteratur als auch von Kunstflugpiloten verwendet. Sie können kombiniert und zu vollständigen Wettbewerbs-Flugprogrammen aneinander gereiht werden und dienen der Kategorisierung und Bewertung. Sie sind dazu so gestaltet, dass sie eine Figur stets eindeutig definieren. Kunstflugpiloten benutzen sie auf in der Pilotenkanzel angebrachten Zetteln, um sich während der Vorführung das Flugprogramm in Erinnerung zu rufen.
Jedes Manöver ist mit einem „K“-Faktor versehen, welcher für den Schwierigkeitsgrad einer Übung steht. Bei einem Wettbewerb bewertet die Jury jedes Manöver mit einem Wert bis maximal 10 (wie auch bei anderen Sportwettbewerben). Dieser Wert wird am Ende mit dem „K“-Faktor multipliziert, um die Anzahl der erreichten Punkte zu berechnen.
Es gibt aber auch zahlreiche weitverbreitete Kunstflugfiguren, welche kein Aresti-Symbol haben, da sie im Wettbewerbskunstflug nicht geflogen werden, wie z. B. die Fassrolle oder sämtliche gyroskopischen Figuren wie der Lomcovák.

## Geschichte
Sie wurden 1961 von der Kunstflugkommission der Fédération Aéronautique Internationale (FAI), der Commission Internationale de Voltige Aerienne (CIVA), auf Vorschlag des damaligen spanischen Delegierten Graf José Luis de Aresti Aguirre als Katalog der Schwierigkeitsfaktoren der Figuren eingeführt. Der Aresti-Katalog wird periodisch überarbeitet.

## Urheberrecht
Eine Zeit lang konnte man den kompletten Aresti-Katalog als PDF-Datei kostenlos von der Internetseite der FAI herunterladen. Nachdem die Familie Aresti gerichtlich dagegen vorgegangen war, musste die FAI den Katalog von ihrer Seite entfernen. Seither ist er wieder nur in gedruckter Form und kostenpflichtig erhältlich.
Bis heute gibt es Meinungsverschiedenheiten darüber, welche Teile des Aresti-Kataloges nun urheberrechtlich geschützt sind (Urheberrecht bei der Familie Aresti) und welche nicht. Das Problem liegt darin, dass bereits vor Aresti Linien, Pfeile und Dreiecke verwendet wurden, um Kunstflugfiguren zu Papier zu bringen.